# 走査型SQUID顕微鏡
走査型SQUID顕微鏡（そうさがたSQUIDけんびきょう）は、超伝導量子干渉素子 (SQUID)を探針として使用する走査型プローブ顕微鏡の一種。

## 概要
高感度磁気センサである超伝導量子干渉素子 (SQUID)を試料上で走査して試料表面からの磁束の強度を測定して、マッピングすることにより、磁気像を得る。走査型SQUID磁気顕微鏡の開発当初はSQUIDの素子サイズが数mm以上もあり、磁気を受ける面積が大きいので空間分解能は低かった。SQUIDリングを微小化することが分解能の向上をもたらすが、微小化すればするほどリングのインダクタンスと浮遊インダクタンスの比が小さくなることにより、信号雑音比が低下するのでトレードオフになる。現状では直径10μmのSQUIDリングが用いられている。仮に直径200nmのSQUIDリングで動作が可能となれば、空間分解能は50nm程度となり、ナノメ－タ－級の磁気顕微鏡が実現する。SQUIDに探針を組み合わせた磁気顕微鏡の空間分解能は、探針の先端と試料がサブmm離れていたのでサブmmが限界だった。

## STM-SQUID磁気顕微鏡
走査時に、走査型トンネル顕微鏡(STM)のように試料の凹凸に応じてZ方向にも試料を動かすことができれば、探針を極限まで試料に近づけることができ、より局所的な磁気測定が可能になるので分解能が大幅に向上する。SQUID磁気顕微鏡のパーマロイの探針を使用してSTMと同様にトンネル電流を測定することで表面形状と磁気像を同時に画像化する。絶縁体は観察不可能で真空中でなければ使用できない。100nm程度の分解能で観察可能で、磁性体試料に対してSTM-SQUIDにより、サブμm以下の空間分解能の磁気像が取得できた。

## AFM-SQUID磁気顕微鏡
原子間力顕微鏡(AFM)にSQUIDを組み合わせて力を検出することにより、表面の磁気像を得る。STM-SQUIDでは測定できなかった絶縁体の表面形状の観察が可能。

## レーザーSQUID磁気顕微鏡
半導体のように光を照射すると電流が誘起する素材に対して適用される。レーザー光を照射して誘起した電流で生じた磁気をSQUIDにより計測するのでレーザー光の収束した径が事実上の分解能になるので従来のSQUID顕微鏡単体よりも高分解能になる。レーザ光をライトチョッパーにより1kHzで、明滅させてSQUIDの出力を同期検波することで、信号雑音比を向上させる。光起電力を有する試料であれば特別な処理をしなくても室温、大気中で観察可能。